# Кобина, Наталья
Наталья Кобина (род. 30 августа 1979) — узбекистанская легкоатлетка, специалистка по бегу на короткие дистанции. Выступала на профессиональном уровне в конце 1990-х — начале 2000-х годов, призёрка турниров национального и международного значения, участница летних Олимпийских игр в Сиднее.

## Биография
Наталья Кобина родилась 30 августа 1979 года.
Заявила о себе на международном уровне в сезоне 2000 года, когда вошла в состав узбекистанской сборной и выступила на чемпионате мира по кроссу в Виламуре, где заняла итоговое 117-е место. Позднее в беге на 400 метров с личным рекордом 54,98 финишировала пятой на Мемориале Гусмана Косанова в Алма-Ате. Благодаря череде удачных выступлений удостоилась права защищать честь страны на летних Олимпийских играх в Сиднее — вместе с соотечественницами Еленой Пискуновой, Замирой Амировой и Натальей Сенькиной принимала участие в эстафете 4 × 400 метров, на предварительном квалификационном этапе их команда показала результат 3:43.96, чего оказалось недостаточно для выхода в финальную стадию.
После сиднейской Олимпиады Кобина больше не показывала сколько-нибудь значимых результатов на крупных легкоатлетических стартах.